# Hrvatska udruga likovnih umjetnika primijenjenih umjetnosti
Hrvatska udruga likovnih umjetnika primijenjenih umjetnosti (ULUPUH) hrvatska je nevladina i neprofitna strukovna organizacija.

## Povijest
ULUPUH svoje porijeklo vuče od Društva umjetnosti, osnovanog u Zagrebu 1868. godine, te Društva hrvatskih umjetnika, osnovanog 1897. Udruga je osnovana 1950. godine odvajanjem od tadašnjeg Udruženja likovnih umjetnika Hrvatske (ULUH), te je u početku nosila naziv Udruženje likovnih umjetnika primijenjene umjetnosti "Andrija Buvina". Godine 1953. ime Andrije Buvine je povučeno iz naziva, koji od tada jednostavno glasi Udruženje likovnih umjetnika primijenjene umjetnosti (ULUPUH). Od 1998. godine udruga je registrirana kao Hrvatska udruga likovnih umjetnika primijenjenih umjetnosti, ali je u nazivu zadržana prijašnja kratica ULUPUH.

## Ustroj i djelovanje
Prema Statutu ULUPUH-a iz 2004., ciljevi udruge su razvijanje i stimuliranje hrvatske primijenjene umjetnosti, unapređivanje i zaštita slobode likovnog stvaralaštva i primjereno vrednovanje hrvatske primijenjene umjetnosti, zaštita djela primijenjenih umjetnosti i autorskih prava svojih članova, osiguranje trajnog utjecaja u oblikovanju kulturne politike u Hrvatskoj, unapređenje suradnje s ostalim udrugama umjetnika u Hrvatskoj i u inozemstvu, posebno na zaštiti slobode umjetničkog stvaranja, autorskih prava, zaštiti moralnog integriteta umjetnika, te socijalna zaštita umjetnika.
Udruga se danas sastoji od 17 sekcija: sekcije za arhitekturu; fotografiju; grafički dizajn i vizualne komunikacije; ilustraciju, karikaturu, strip, animirani film i primijenjeno slikarstvo; produkt dizajn; kazališnu i filmsku umjetnost; keramiku, porculan i staklo; kiparstvo; oblikovanje arhitektonsko-urbanističkih maketa; oblikovanje lutaka i igračaka; oblikovanje odijevanja; oblikovanje plemenitih kovina; restauratorska i oblikovno-fonička djala; tekstilno stvaralaštvo; vrtnu i pejzažnu arhitekturu; multimediju i intermediju, te studijske sekcije (likovna kritika).
U siječnju 2013. godine udruga je imala 1360 članova. Udruga izdaje i publikacije vezane uz svoje područje rada, te dodjeljuje nagradu za životno djelo i više drugih nagrada.

### Manifestacije
ULUPUH svake treće godine organizira Zgraf, međunarodnu izložbu dizajna i vizualnih komunikacija, kao i Zagrebački salon, kojeg ULUPUH organizira naizmjence, zajedno s Hrvatskim društvom likovnih umjetnika (HDLU) i Udruženjem hrvatskih arhitekata (UHA). Od 1984. do 1997. godine udruga je bila organizator Svjetskog trijenala male keramike. ULUPUH i HDLU suvlasnici su dvorca i Međunarodnog parka skulptura u Jakovlju nedaleko Zagreba. U dvorcu udruge imaju ateljee.

## Vanjske poveznice
Mrežna mjesta
- ULUPUH, službeno mrežno mjesto
- Dvorac i Međunarodni park skulptura u Jakovlju  Arhivirana inačica izvorne stranice od 9. ožujka 2016. (Wayback Machine)
- ULUPUH je naručio monografiju o hrvatskoj keramici a sad žele cenzurirati autoricu jer im se ne sviđaju njeni stavovi, www.telegram.hr, 6. veljače 2016.
- Hrvatska udruga likovnih umjetnika primijenjenih umjetnosti (ULUPUH) Hrvatska tehnička enciklopedija, portal hrvatske tehničke baštine. LZMK